# Campylostigmus plessisi
Campylostigmus plessisi is een duizendpotensoort uit de familie van de Scolopendridae. De wetenschappelijke naam van de soort werd voor het eerst geldig gepubliceerd in 1963 door Demange.